# Дятлик бурощокий
Дя́тлик бурощокий (Pardipicus caroli) — вид дятлоподібних птахів родини дятлових (Picidae). Мешкає в Західній і Центральній Африці.

## Опис
Довжина птаха становить 18 см, вага 50-68 г. У самців номінативного підвиду верхня частина тіла зелена, включно з надхвістям та верхніми покривними перами крил і хвоста. Верхня частина спини має бронзовий відтінок, іноді буває поцяткована нечіткими жовтуватими плямами. Крила коричневі з зеленими краями, поцятковані світлими смугами. Біля основи внутрішніх махових пер світлі смуги більш широкі, іноді вони зливаються у суцільну світлу пляму. Верхня сторона хвоста чорнувата з зеленими краями, крайні стернові пера поцятковані зеленуватими плямами або смугами.
Нижня частина тіла оливкова або темно-зелена, сильно поцяткована білувато-охристими плямами, ближче до хвоста ці плями переходять у смуги. Нижня сторона крил жовтувато-біла, нижня сторона хвоста жовтутвато-чорна.
Верхня частина голови оливкова або чорнувато-оливкова, пера на потилиці мають короткі червоні кінчики, у самиць вони відсутні. Скроні коричневі, за очима є вузькі, пунктирні білувато-оливкові смуги. Шия з боків і потилиця оливково-зелені, поцятковані світлими плямками. Обличчя, підборіддя і горло пістряві, оливкові, сильно поцятковані білувато-охристими плямками.
Райдужки червоні або карі, навколо очей сіруваті або оливкові кільця. Дзьоб відносно довгий, вузький біля основи, зверху сірувато-чорний, знизу оливковий або зеленуватий. Лапи сіруваті або оливково-жовті.
У представників підвиду P. c. arizelus верхня частина тіла менш бронзово-жовта, ніж у представників номінативного підвиду, і більш темно-оливкова. Нижня частина тіла у них менш плямиста, на кожне перо припадає по 3 плями (у представників номінативного підвиду по 5 плям).

## Підвиди
Виділяють два підвиди:
- P. c. arizelus (Oberholser, 1899) — від Сьєрра-Леоне до Гани;
- P. c. caroli (Malherbe, 1852) — від південної Нігерії і Камеруна до західної Кенії, північно-західної Танзанії і північно-західної Анголи.

## Поширення і екологія
Бурощокі дятлики живуть у вологих рівнинних тропічних лісах з великою кількістю ліан і густим підліском, в густих вторинних лісах, в мозаїчних рідколіссях, чагарникових заростях, іноді в галерейних лісах, трапляються на відкритих трав'янистих галявинах. Зустрічаються на висоті до 1800 м над рівнем моря. Іноді приєднуються до змішаних зграй птахів. Живляться мурахами та іншими комахами, а також їх личинками, шукають їжу в усіх ярусах лісу. Сезон розмноження триває з серпня по лютий. Гніздяться в дуплах дерев. В кладці 2-3 яйця.